# Fred Ramdat Misier

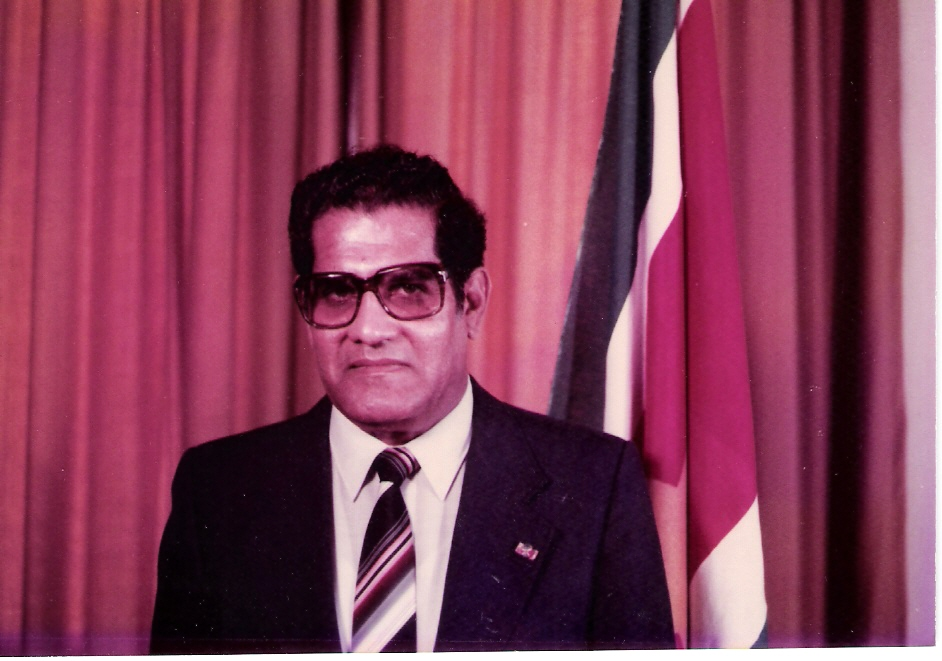
Fred Ramdat Misier

Lachmipersad Frederik „Fred“ Ramdat Misier (* 28. Oktober 1926 in Paramaribo; † 27. Juni 2004 ebenda) war ein Jurist, Politiker und Staatspräsident von Suriname.
Misier war (zur Zeit der Militärdiktatur) der dritte Staatspräsident Surinames in der Zeit vom 4. Februar 1982 bis zum 25. Januar 1988, zu Beginn in das Amt eingesetzt von Ex-Diktator Dési Bouterse. Viele Jahre bekleidete er auch das Amt des Präsidenten des Obersten Gerichtshofes und spielte eine wichtige Rolle bei Surinames Weg zurück zur Demokratie. Sein Nachfolger im Amt als Staatspräsident wurde Ramsewak Shankar.